# Kim Gevaertová
Kim Gevaertová (* 5. srpna 1978, Lovaň) je bývalá belgická atletka, běžkyně na krátké sprinty a členka belgických štafet na 4 × 100 metrů.
V roce 2002 se stala vicemistryní Evropy v běhu na 100 a 200 metrů. O čtyři roky později na ME v Göteborgu získala na stejných tratích zlaté medaile. Je trojnásobnou halovou mistryní Evropy (2002, 2005, 2007) a halovou vicemistryní světa 2004 v běhu na 60 metrů. Jejím posledním medailovým úspěchem na mezinárodních soutěžích bylo vítězství ve štafetě na 4 × 100 metrů na olympiádě v Pekingu v roce 2008.

## Osobní rekordy
- 60 m (hala) – 7,10 s – 3. březen 2007, Birmingham
- 100 m – 11,04 s – 9. červenec 2006, Brusel
- 200 m – 22,20 s – 9. červenec 2006, Brusel